# Slikken van Flakkee
De Slikken van Flakkee vormen de natuurlijke overgang van het water van de Grevelingen naar het eiland Goeree-Overflakkee tussen Goedereede en Herkingen in de Nederlandse provincie Zuid-Holland. Het totale gebied bestaat uit ca. 1500 ha. slikken en schorren, en uit 1250 ha. water dat ondieper is dan 2,5 meter. De oeverlengte bedraagt ca. 20 km. De breedte van het gebied varieert tussen de 500 en 2500 meter.
De Slikken van Flakkee zijn een lust voor natuurliefhebbers. Wandelaars en fietsers kunnen ook een blik werpen vanuit de uitkijkpunten over het natuurgebied. Het is rijk aan planten zoals de parnassia en verschillende soorten orchideeën. Het is een groot vogelbroedgebied waar de kluut en kievit hun jongen groot brengen. Voor de brandgans en rotgans is het een overwinteringsgebied. Voor de vogelliefhebbers is er in het gebied een vogelkijkscherm geplaatst. Dit overdekte kijkscherm is gelegen aan een uitgegraven plas. Het gebied zelf is deels nog in ontwikkeling. De hut wordt omgeven door duindoornstruweel en vochtig terrein. Voor de hut liggen eilandjes waar kluten broeden. Daarnaast is er een kans op dwergstern, strandplevier en kleine zilverreiger.

## Bosreservaat
Voor de afsluiting van het Grevelingenmeer in 1971 vielen de slikken onder invloed van de getijden. Nu het niet meer droog valt of onder water staat is er meer afwisseling tussen bloemen, planten en bomen. Het noordelijk deel van het gebied is in 1998 aangewezen als bosreservaat. Dit reservaat meet 323 ha en is eigendom van Staatsbosbeheer. In het bosreservaat is duidelijk een zonering herkenbaar. Het verst in ontwikkeling is het bos op de overgang van de schorren naar de voormalige zeedijk. Hier komt opgaand bos met boswilg en grauwe wilg voor, waarbij de eerste domineert. Hier komen ook onder meer adelaarsvaren, brandnetel, koninginnekruid, riet en groot hoefblad voor. Waar duindoorn voorkomt en domineert is het terrein ontoegankelijk. Hier en daar steken wilgen boven de duindoorn uit. Aan de kant van de dijk liggen struwelen met meidoorn, wegedoorn en kornoelje. De overgangen naar het water zijn nog steeds open. De geleidelijke overgang van zoute naar zoete milieus is een interessant onderwerp voor onderzoek.

## Begrazing
Gedurende het gehele jaar grazen er in het zuidelijk deel van het gebied heckrunderen en fjordenpaarden. De kudde bestaat uit ongeveer 50 merries van verschillende leeftijden en ongeveer 30 veulens. Fjordenpaarden zijn vriendelijke, rustige dieren, die weinig verzorging nodig hebben en zich uitstekend kunnen redden in dit gebied. De heckrundstieren zijn, net zoals het oorspronkelijke oerrund, groot en zwart, met een lichte streep over de rug en een witte ring in de neus. De horens maken hen tot imposante verschijningen. Er grazen ongeveer 150 heckrunderen op de zuidelijke Slikken van Flakkee.
In het middengedeelte van het gebied wordt van half mei tot eind oktober een kudde van ± 50 Schotse hooglanders in het gebied gelaten, die ervoor zorgen, dat ruigtes worden afgegraasd.